# Henri Bourgeois (journaliste)
Pour les articles homonymes, voir Bourgeois et Henri Bourgeois.
Henri Bourgeois, né le 30 novembre 1864 dans le 11e arrondissement de Paris et mort le 25 décembre 1946 à Mussidan (Dordogne), est un journaliste français, fondateur de l'Association des informateurs judiciaires au Palais de justice de Paris.

## Biographie

### Vie personnelle
Henri Bourgeois naît au 8 rue de Nice à Paris 11e. Il passe sa jeunesse à Paris, avant de s'installer plus tard à Saint-Mandé puis à Sceaux. En novembre 1900, il épouse Euphrasie Desfosses (1876-1950) à la mairie du 5e arrondissement de Paris.
Après une carrière parisienne dans le journalisme, il se retire à Bois-le-Roi et à Issac. Il meurt à l'âge de 82 ans le jour de Noël 1946, à l'hôpital de Mussidan (Dordogne) dans le Périgord blanc.

### Carrière
Henri Bourgeois est à vingt ans rédacteur au journal Le Radical en 1884, puis au Petit Parisien de 1886 à 1889. Dès 1886, il est membre du Syndicat de la presse parisienne. Il rejoint le Petit Journal en 1889, pour lequel il rédige des articles de reportage. 
En 1896, il est élu vice-président de l’Association générale des nouvellistes parisiens, fondée en 1893 par son frère Charles. L'année suivante, il reçoit la médaille des Secours mutuels, échelon argent. Il est sociétaire de l’Association des journalistes parisiens en mai 1898. 
Il devient directeur du service des informations judiciaires du Petit Journal à partir de 1899. Il est nommé officier d'académie dans l'ordre des Palmes académiques en mai 1899,. Le 7 août de la même année, il est l'un des journalistes politiques accrédités assistant à la révision du procès Dreyfus à Rennes. 
Il est promu officier de l'Instruction publique des Palmes académiques le 23 janvier 1907,. En décembre 1908, il fonde l'Association des informateurs judiciaires,,,,, au Palais de justice de Paris et préside cette association en 1911, devenue Association des informateurs judiciaires parisiens,.
Parrainé par Charles Prévet, directeur du Petit Journal, il est décoré de la Légion d'honneur,, par décret du 31 juillet 1911, pris sur le rapport de M. Joseph Caillaux, ministre de l'Intérieur et des Cultes. Il reçoit ses insignes de chevalier le 7 novembre. En novembre également, il est sollicité par son confrère Gustave Téry, pour être témoin du duel à l'épée qui l'oppose à Pierre Mortier, dans le cadre de la polémique de presse sur l'affaire Paul Langevin (dont il est le beau-frère par alliance) contre Marie Curie.
Il est le 260e  journaliste à être admis membre de l'Association de la presse judiciaire au Palais de justice de Paris, par décision de l’assemblée générale du 21 mars 1916. Il en est membre d'honneur en 1931.
Henri Bourgeois quitte la vie active à la fin des années 1920 après 40 ans d'exercice au Petit Journal.

## Décorations
- Chevalier de la Légion d'honneur (31 juillet 1911)
- Officier de l'Instruction publique (1907) ; officier d'académie (1899)
- Médaille des Secours mutuels, échelon argent (1897)

## Pour approfondir

#### Livres
- Conseil général de la Seine, Mémoires de M. le préfet de la Seine & de M. le préfet de police et procès-verbaux des délibérations, Imprimerie municipale, 1911.
- Léon Ernest Jacques, Les partis politiques sous la IIIe République : doctrine & programme, organisation & tactique, d'après les derniers congrès, éditions L. Larose & L. Tenin, 1913.
- André Billy et Jean Piot, Le monde des journaux, éditions G.Crès & Cie, 1924.
- Raymond Manevy, La presse de la IIIe République, éditions J. Foret, 1955.
- René de Livois, Histoire de la presse française, vol. 2, éditions les Temps de la Presse, 1965.
- Marc Martin, Médias et journalistes de la République, éditions Odile Jacob, 1997.
- Christian Delporte, Les journalistes en France (1880-1950) éditions du Seuil, 1999.
- Jean-Marie Mayeur et Arlette Schweitz, Les parlementaires de la Seine sous la Troisième République, vol. 2, dict. biographique, publications de la Sorbonne, 2001.
- Nobuhito Nagaï, Les conseillers municipaux de Paris sous la Troisième République (1871-1914) publications de la Sorbonne, 2002.
- Christophe Charle, Le Siècle de la presse (1830-1939), éditions du Seuil, 2009.

#### Presse
- Le Matin no 4648, 19 novembre 1896.
- Bulletin officiel du Ministère de l’Éducation nationale, p. 596, Ministère de l'Éducation nationale, 1899.
- Journal officiel de la République française : lois et décrets, 24 mai 1899.
- Le Figaro no 145, 25 mai 1899.
- Annuaire de la presse française et étrangère et du monde politique, dir. Paul Bluyssen, Paris, 1908 et 1909.
- Le Figaro no 365, 30 décembre 1908.
- Le Petit Parisien, 1er août 1911.
- La Presse no 6937, 1er août 1911.
- Le Gaulois no 12.345, 2 août 1911.
- Le XIXe Siècle no 15118, 2 août 1911.
- Le Journal des débats politiques et littéraires no 78, 19 mars 1912.
- Le Gaulois no 12574, 18 mars 1912.
- La Lanterne no 12749, 19 mars 1912.
- Annuaire de la presse, de la publicité et de la communication, Écran Publicité, 1912.
- Le Petit Parisien, 1er août 1912.
- La Croix no 9012, 2 août 1912.
- Bulletin des lois de la République française, vol.6, Imprimerie nationale, 1913.
- Bulletins de l’Association des journalistes parisiens, nos 20 (1905) ; 23 (1908) ; 28 (1913) ; 30 (1915) ; 31 (1916) ; 34 (1919) ; 35 (1920) ; 36 (1921) ; 40 (1925) ; 42 (1927) ; 43 (1928) ; 45 (1930).
- Collectif, Editor & Publisher, vol.53, éditions Editor & Publisher Co. (US), 1921.
- Annuaire de la presse française et étrangère, vol. 55, 1937.

#### Archives écrites
- Archives municipales du cimetière de Sceaux, titre no 1.795, 12 mai 1938.
- Livre-matricule de l'Association de la presse judiciaire, 2012.
- Dossier militaire aux Archives départementales de Paris, cote D.4R1-392.